# Magliano Alfieri
Magliano Alfieri ist eine Gemeinde in der italienischen Provinz Cuneo (CN), Region Piemont.

## Lage und Einwohner
Magliano Alfieri liegt rund 70 km nordöstlich von der Provinzhauptstadt Cuneo entfernt in der Region Roero. Teile der Rebflächen sind im Wein gleichen Namens zugelassen. Das Gemeindegebiet umfasst eine Fläche von 9 km² und hat 2153 Einwohner (Stand 31. Dezember 2023). Zur Gemeinde zählen auch die Weiler Cornale, San. Giacomo und Sant’Antonio.
Die Nachbargemeinden sind Castagnito, Castagnole delle Lanze, Castellinaldo, Govone, Neive und Priocca.

## Geschichte

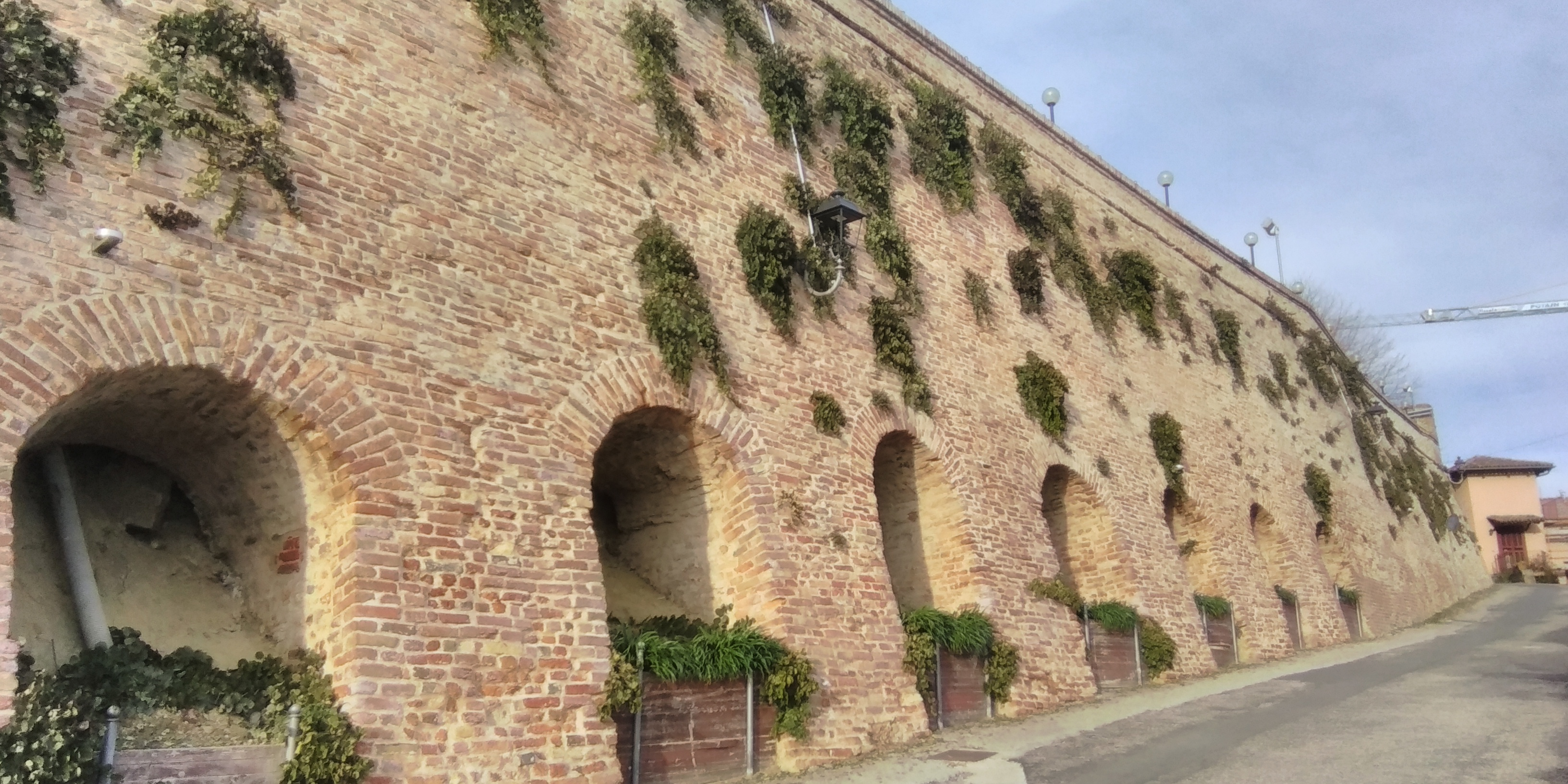
Römische Mauer

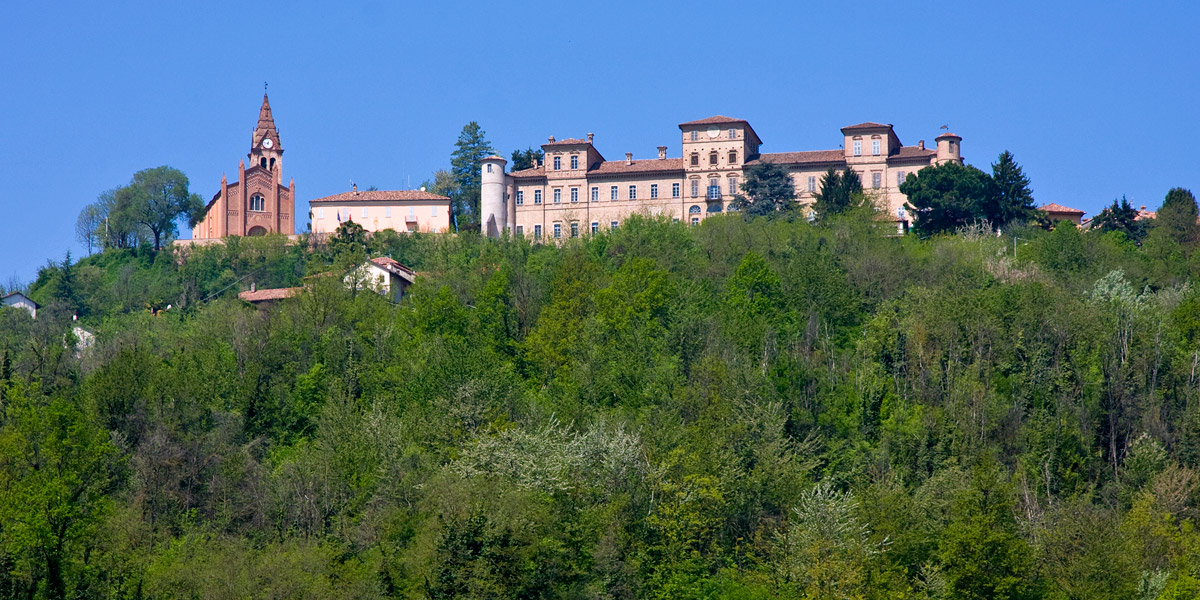
Blick auf Magliano Alfieri mit der Pfarrkirche, dem Rathaus und dem Schloss

Magliano war in der Vergangenheit ein Ort von großer strategischer Bedeutung und war ab 1240 Lehen der Familie Alfieri. Seit 1198 hatten die Herrschaften die Stadt Astese gekauft. 1236 erhielt der Geistliche von Corrado Magliano eine Unterwerfungserklärung an die Kirche von Asti und gewährte im darauffolgenden Jahr der Familie de Maliano die Belehnung.
Mitte des Jahrhunderts wurde das Lehen mit der Burg von den Brüdern Alfieri erworben, einer der bedeutendsten Asti-Familien, denen es in kurzer Zeit gelang, die vollständige Kontrolle über das Gebiet zu erlangen.
Anschließend wurde das Lehen unter den verschiedenen Mitgliedern des Hauses selbst aufgeteilt und im frühen 15. Jahrhundert geriet die Macht der Familie in eine Krise. Tatsächlich entzog Bischof Alberto Gutuario den Alfieri einige Gebiete des Lehens, um sie der direkten Kontrolle ihrer Verwandten zu überlassen.
In der Zwischenzeit nahm der Marquis von Monferrato im Jahr 1415 die Burg und das Dorf Magliano in Besitz und gab sie erst nach der Intervention von Filippo Maria Visconti zurück.
Am Ende des 15. Jahrhunderts wurde ein kleiner Teil des Lehens der Familie Damiano zugeschrieben und der Rest wurde von der Familie Roero, der Familie Malabayla und der Familie Parato aus Castellinaldo gekauft, doch die Familie Alfieri behielt trotzdem weiterhin die Vorherrschaft über das Territorium.
Im 17. Jahrhundert gehörte die Herrschaft über das Gebiet von Magliano der Familie Savoyen; Graf Catalano Alfieri war General der savoyischen Infanterie und ließ im Laufe des Jahrhunderts an der Stelle der mittelalterlichen Festung eine prächtige Residenz errichten, die heutige Residenza Castellata, ein imposantes Gebäude mit strengen und zugleich anmutigen Linien des reifen Stils Piemontesischer Barock, dessen wertvollste Teile die Tür, die große Treppe, der Ballsaal und die Kapelle waren. Der Bau wurde von seinem Sohn, Graf Carlo Emanuele, fertiggestellt.

## Persönlichkeit
- Bartolomeo Gosio (1863–1944), Arzt und Mikrobiologe